# BBC News (chaîne de télévision)
Ne doit pas être confondu avec BBC News.
BBC News (également appelé BBC News Channel) est une chaîne d'information en continu nationale du Royaume-Uni. Lancée sous le nom de BBC News 24 le 9 novembre 1997 à 17 h 30, devenant ainsi la première concurrente de Sky News (diffusée depuis 1989) sur le marché britannique. 
Depuis lors, avec plusieurs mises à jour, une augmentation du financement et des ressources de la BBC, des améliorations technologiques et le développement de la télévision numérique, la chaîne fut en mesure de diversifier son contenu, avec deux minutes de bulletins disponibles en boucle via BBC Red Button, des nouvelles en ligne 
et le site sur mobile de la BBC, ainsi que des bulletins sports et météo. 
En mai 2007, la chaîne est devenue disponible pour les téléspectateurs du Royaume-Uni sur le site de la BBC. En avril 2008, la chaîne fut rebaptisée « BBC News » dans le cadre d'une mise à jour qui coûta 550 000 £ à la BBC, avec de nouveaux studios et de nouvelles vidéos d'introductions. Sa chaîne-sœur, BBC World a également été rebaptisée « BBC World News ».
Comme une grande partie des chaînes de la BBC, elle est basée à Broadcasting House depuis mars 2013 (auparavant au Centre de Télévision de White City).

## Histoire
BBC News 24 était à l'origine uniquement disponible en analogique sur les câbles abonnés. À ce jour, elle et BBC Parliament restent les seules chaînes BBC " numériques " qui sont disponibles pour les abonnés du câble analogique. Cette couverture a été améliorée en 1998 avec l'avènement de la télévision numérique au Royaume-Uni permettant aux téléspectateurs du satellite et de la télévision numérique terrestre également de consulter le service. Auparavant, il était difficile d'obtenir un satellite numérique ou un récepteur terrestre sans abonnement à Sky ou ONdigital, mais maintenant la BBC constitue une partie importante du  bouquet de chaînes de la TNT.

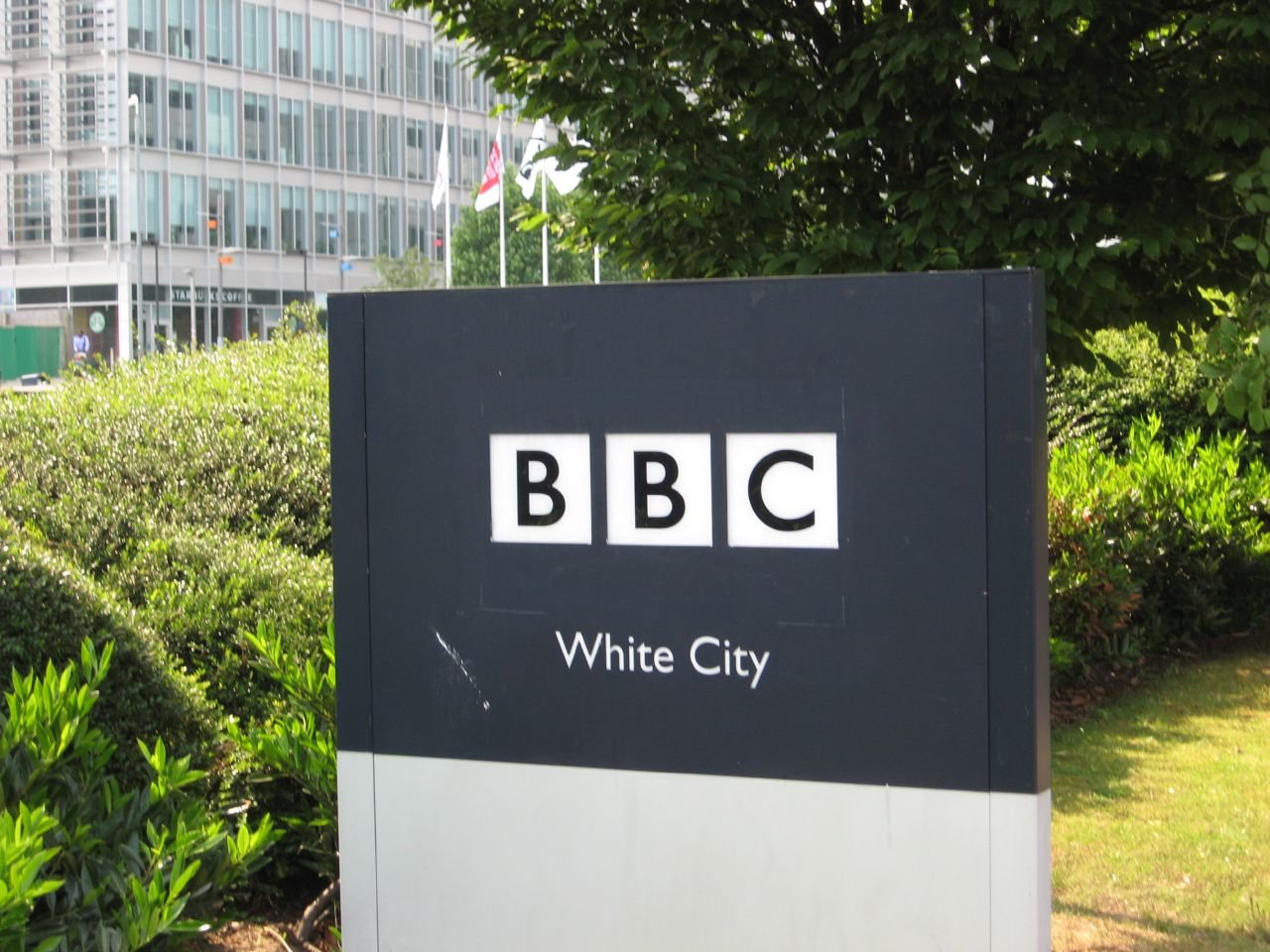
Logo de la BBC à White City.

la production journalistique de la chaîne est supervisée par le contrôleur de la chaîne, Kevin Bakhurst, depuis le 16 décembre 2005.
Le « BBC gouverneurs » rapport annuel pour l'année 2005/2006 a indiqué que les chiffres d'audience moyenne de quinze périodes d'une heure avaient atteint 8,6 % dans les foyers multi-canaux, contre 7,8 % en 2004/2005. 
Le 22 février 2006, la chaîne a été nommée « News Channel » de l'année à la Royal Television Society Awards pour la première fois de son histoire. Les juges firent remarquer que ce fut l'année où la chaîne avait « vraiment trouvé sa voie ».

### Logos

Logo de BBC News du 21 avril 2008 au 14 juillet 2019.
Logo de BBC News du 15 juillet 2019 au 24 avril 2022.
Logo de BBC News du 25 avril 2022 au 2 avril 2023.
Logo de BBC News à partir du 3 avril 2023.